# Scorpion (álbum de Drake)
Scorpion é o quinto álbum de estúdio do rapper canadense Drake. Foi lançado em 29 de junho de 2018 pela Young Money Entertainment, Cash Money Records e Republic Records. Scorpion é um álbum duplo composto por 25 faixas. Seu "lado A" é basicamente um álbum de hip hop, enquanto seu "lado B" é descrito como R&B e pop.
O álbum conta com participações especiais de Jay-Z e Ty Dolla Sign, bem como aparições póstumas de Michael Jackson e Static Major, e vocais adicionais de vários artistas, incluindo James Fauntleroy, PartyNextDoor, Nicki Minaj, Future e Nai Palm. O álbum foi produzido pelo frequente colaborador Noah "40" Shebib e pelo empresário Oliver El-Khatib, e conta com uma produção de Noah ao lado de vários produtores musicais, incluindo No I.D., Boi-1da, DJ Premier, DJ Paul, T-Minus, Murda Beatz, Cardo e Noel Cadastre, entre outros.
Foi apoiado pelos singles "God's Plan", "Nice for What", "I'm Upset", "Don't Matter to Me", "In My Feelings", "Nonstop" e "Mob Ties" , com os dois primeiros e o quinto ("God's Plan", "Nice for What" e "In My Feelings") alcançando o número um na Billboard Hot 100 dos Estados Unidos.

## Antecedentes
Drake anunciou o álbum no Instagram em 16 de abril de 2018, seguido pelo anúncio de sua data de lançamento em 14 de junho.
Dois dias antes do lançamento, Scorpion foi confirmado como um álbum duplo, o primeiro de Drake, depois de um outdoor promocional aludir ao formato. O álbum duplo consiste em um lado orientado para o rap e um lado orientado para o R&B; esses dois gêneros são mais prevalentes na paleta musical de Drake.

## Lançamento e promoção
Em 19 de janeiro de 2018, Drake lançou um extended play (EP) de duas faixas, Scary Hours. Incluiu os singles "Diplomatic Immunity" e "God's Plan", o último dos quais serviu como o primeiro single de Scorpion depois de estrear em número 1 na Billboard Hot 100. Depois disso, Drake lançou o segundo single do álbum, "Nice for What", em 6 de abril, que também alcançou a mesma posição. Em 26 de maio, o terceiro single, "I'm Upset", foi lançado. Em 10 de julho, as canções "Don't Matter to Me" e "In My Feelings" foram enviadas para as rádios de formato rhythmic contemporary como o quarto e quinto singles do álbum.
Uma série de outdoors promovendo o álbum surgiu em Toronto em 22 de junho, enquanto um trailer do álbum foi lançado em 26 de junho. A promoção do álbum no serviço de streaming Spotify atraiu alguma controvérsia de seus assinantes para o que eles achavam ser promoção excessiva, com Drake aparecendo na maioria das playlists do serviço.

## Recepção da crítica
| Críticas profissionais | Críticas profissionais |
| Pontuações agregadas   | Pontuações agregadas   |
| Fonte                  | Avaliação              |
| ---------------------- | ---------------------- |
| Metacritic             | 67/100                 |
| Avaliações da crítica  |                        |
| Fonte                  | Avaliação              |
| AllMusic               | [ 19 ]                 |
| The A.V. Club          | B-                     |
| The Daily Telegraph    | [ 21 ]                 |
| Entertainment Weekly   | C+                     |
| Exclaim!               | 8/10                   |
| The Guardian           | [ 9 ]                  |
| The Independent        | [ 24 ]                 |
| NME                    | [ 25 ]                 |
| The Observer           | [ 26 ]                 |
| Pitchfork              | 6.9/10                 |

No Metacritic, que atribui uma classificação normalizada de 100 a revisões de publicações convencionais, o álbum tem uma pontuação média de 67, com base em 26 resenhas, indicando "revisões geralmente favoráveis". Neil McCormick, do The Daily Telegraph, considerou a primeira parte do álbum como um "álbum de hip-hop bem focado, com Drake apresentando eloquentes zingers", enquanto ele achava que a segunda metade "mostrava o lado bom de Drake, o sensível amante do R'n'B". Alexis Petridis do The Guardian escreveu que o álbum "é frequentemente fantástico, fazendo uma reivindicação mais forte da grandeza de Drake do que qualquer quantidade de fanfarronice arrogante", mas também notou que "não há material forte o bastante para apoiar seu gigantesco tempo de duração". Mikael Wood do Los Angeles Times, comentou que "apesar de toda a sua megalomania cansativa, [o álbum] é tão lindamente renderizado – de vocais a samples, de participações a batidas..."; embora ele também tenha observado que Drake está "cansado e cansativo". Nick Flanagan do jornal Now, mencionou o lado A como "ameaças principalmente introspectivas, orgasmo neurótico e paranoia sobre inimigos", enquanto o lado B como "o mesmo, mas com foco em mulheres e em sua vida amorosa", afirmando também que Drake continua com grande domínio sobre a sua música. No The Independent, Roisin O'Connor descreveu o álbum como "estranhamente errático... O modo como ele dispara entre sons diferentes é exaustivo e, por fim, confuso. Em certas faixas, ele canta como se tivesse algo a provar e, em outras, é como se ele não tivesse nada."
Em uma revisão mista, Andy Hutchins da revista Time, disse que "a escolha pesada para dividir Scorpion exageradamente em lados A e B resulta em duas suítes desiguais de canções". Luke Morgan Britton da NME, notou uma "falta de controle de qualidade", e sentiu que o álbum "simplesmente não precisa ser composto por 25 faixas por muito tempo". Jamieson Cox da Pitchfork, descreveu Scorpion como um "álbum fascinante e defeituoso". Ele elogiou a consistência das canções individuais do álbum por um "inchado lançamento na era streaming", especialmente aqueles incluídos no lado B, assim como o "suntuoso som" do álbum, mas criticou a falta de desenvolvimento musical e lírico de Drake, concluindo um sentimento de redundância no assunto do músico: "Não é como se Drake precisasse servir como um farol de clareza moral, mas a saga de paternidade deste ano — e com Scorpion, sua conclusão ostensiva — revelou suas deficiências como compositor e personalidade pop. Seja 2011 ou 2018, você está ficando com o mesmo cara: ansioso, calculista e obcecado, com um ouvido de ouro e uma predileção por piadas terríveis, a paternidade não o fez crescer — e se você ficou mais velho e mais sábio, Scorpion parece o mais recente em uma série de retornos decrescentes."
Em uma crítica negativa, Jonny Coleman do The Hollywood Reporter, disse que "o exaustivo disco duplo de Rap/R&B de Drake encontra o artista tentando ser tudo para todas as pessoas". Coleman disse que "a melhor parte deste álbum duplo — como grande parte da discografia de Drake — é a produção. É claro, é o resultado de 32 produtores sendo encomendados para as 25 canções do registro. [...] Como resultado, há alguns momentos sonoros interessantes, mesmo que não haja muita coesão fora de uma afinidade de frequências baixas e loops barrocos existenciais." Escrevendo para o The Washington Post, Chris Richards considerou o álbum como "encharcado", expressando desconforto sobre Drake usando a mesma fórmula em "queixas machucadas na melodia", concluindo que "ouvi-lo fazer imitações de artistas mais inventivos é um tipo específico de tristeza que normalmente vemos apenas na televisão no fim da noite." Em sua resenha para o AllMusic, Tim Sendra concluiu que "Scorpion nem chega perto de ser um dos seus melhores trabalhos [de Drake]; em vez disso, é um disco de um truque esticado em 25 faixas intermináveis de um artista que está tão envolvido na rotina auto-obcecada e autopiedosa que criou para si mesmo que não consegue mais ver a luz do dia. Qualquer um que o segue deve estar preparado para passar a próxima hora – mais profundamente enterrado nas profundas profundezas da mente de Drake, onde nada mais, nem a política ou a humanidade ou as pessoas ao seu redor que ainda têm de desafiá-lo, existe. É um lugar sombrio e cansativo para passar o tempo, e só podemos esperar que o próprio Drake também se canse disso em breve."

## Desempenho comercial
Em seu primeiro dia de lançamento, Scorpion quebrou o recorde global de um dia para o fluxo de álbuns do Spotify, com 132,45 milhões de reproduções, mais de 50 milhões de reproduções acima do recorde anterior, estabelecido por Beerbongs & Bentleys, de Post Malone, dois meses antes. Também quebrou o recorde de um único dia da Apple Music com 170 milhões de transmissões, quebrando o seu próprio recorde com More Life. Mais importante que isso, tornou-se o primeiro álbum a atingir o número de um bilhão de execuções das respetivas faixas nos serviços de streaming numa única semana, ultrapassando também Beerbongs & Bentleys, que detinha o anterior recorde, com 700 milhões de execuções.
Nos Estados Unidos, Scorpion estreou em primeiro lugar na Billboard 200 com 732.000 unidades equivalentes a álbuns, das quais 160.000 foram vendas de álbuns em termos tradicionais. No total, tornou-se o álbum com melhores resultados em uma única semana desde o lançamento de Reputation, de Taylor Swift, em novembro de 2017, e o álbum de hip hop/R&B com melhores números desde Views (2016), do próprio Drake. Scorpion tornou-se a oitava entrada consecutiva de Drake para o topo da Billboard 200 e quebrou o recorde de transmissão do país com 745,92 milhões de transmissões em sua primeira semana. Com Scorpion, Drake igualou Eminem e Kanye West, que também já emplacaram oito LPs no nº 1 da Billboard 200 cada um. No mundo do hip hop, apenas Jay-Z conseguiu mais números um na Billboard 200, com 14 entradas. O álbum vendeu aproximadamente 335.000 unidades equivalentes a álbuns em sua segunda semana, registrando a maior segunda semana de vendas para qualquer outro álbum em mais de dois anos.
À quinta semana consecutiva na liderança da Billboard 200, Scorpion se tornou o primeiro álbum a liderar aquela parada durante cinco semanas desde Starboy, de The Weeknd - que passou cinco semanas não-consecutivas no topo do principal gráfico de álbuns dos EUA entre dezembro de 2016 e fevereiro de 2017 - e o primeiro álbum a passar pelo menos cinco semanas consecutivas no nº 1 da mesma desde Views. Foi também à quinta semana de liderança da Billlboard 200 por parte de Scorpion que Drake passou a ser o segundo artista de hip hop com mais semanas no topo daquele gráfico - 26 semanas, concretamente -, ultrapassando Jay-Z, que já liderou a Billboard 200 durante 25 semanas. Apenas Eminem vai à frente de Drake, com um total de 32 semanas no nº 1 da Billboard 200.
Quanto aos singles, Scorpion passou a ser o primeiro álbum com três temas ("God's Plan", "Nice for What" e "In My Feelings") a chegar ao topo da Hot 100 desde Purpose, de Justin Bieber, cujos singles "What Do You Mean?", "Sorry" e "Love Yourself" alcançaram o nº 1 daquele gráfico em 2015/2016.
No Reino Unido, o álbum estreou em primeiro lugar na UK Albums Chart, com 64.000 unidades equivalentes a álbuns, tornando-se o segundo número um de Drake naquele gráfico.
Na semana de lançamento de Scorpion, Drake conseguiu ter sete temas ("Nice for What", "Nonstop", "God's Plan", "In My Feelings", "I'm Upset", "Emotionless" e "Don't Matter to Me") do álbum no top 10 da Billboard Hot 100, quebrando o recorde dos Beatles, que em uma semana de 1964 conseguiram ter 5 temas simultaneamente no top 10. Apesar disso, o grupo inglês continua a ser o único projeto musical na história que tenha dominado todo o top 5 em uma única semana na história da Hot 100. Nessa mesma semana, "Nice for What" voltou ao nº 1 da Hot 100, passando a sua 8ª semana não-consecutiva no lugar cimeiro do gráfico.
Contando tanto com temas em nome próprio como com temas em que participou como artista convidado, nessa semana Drake ultrapassou Michael Jackson como o artista masculino a solo com mais temas na história da Hot 100, com 31. Curiosamente, com a estreia de "Don't Matter to Me" no nº 9, que conta com vocais de Michael Jackson gravados nos anos 80, Jackson conseguiu postumamente o seu 30º tema no top 10 daquele gráfico americano. Drake empatou assim com Rihanna, que também já emplacou 30 temas seus ou temas em que participou naquele top 10, ficando apenas atrás do The Beatles, com 34, e Madonna, com 38.
Com o lançamento de Scorpion, todas as 25 faixas do álbum marcaram presença na Hot 100. Juntando esses 25 temas às participações de Drake em "Yes Indeed" (de Lil Baby) e "Look Alive" (de BlocBoy JB), também presentes na Hot 100 na semana de estreia de Scorpion, Drake quebrou o seu próprio (anteriormente estabelecido com o LP More Life) na principal parada de faixas dos Estados Unidos, com 27 temas em simultâneo na mesma. Drake somou assim 186 temas - em nome próprio ou como artista convidado - na história da Hot 100. Apenas o cast de Glee possui mais, com 207 entradas no total.
Também nessa semana de julho de 2018, "Nonstop", tema de Scorpion, além de estrear na vice-liderança da Hot 100, estreou também no nº 1 da parada Streaming Songs da Billboard, com 58,6 milhões de execuções. "Nonstop" tornou-se assim o 6º líder de Drake naquele gráfico, aumentando a liderança de Drake como artista com mais números um no Streaming Songs. Já "Don't Matter to Me" estreou na liderança da parada Hot R&B Songs, tornando-se o 5º número do artista canadense naquela parada.

## Faixas
Créditos adaptados através do Tidal.
| Lado A         |                                   | |                                           |         |  |
| N.º            | Título                            | Compositor(es) | Produtor(es)                              | Duração |  |
| 1.             | "Survival"                        | Aubrey Graham · Dion Wilson · Noah Shebib · Klaus Netzle · Manuel Landy | No I.D. · Noah "40" Shebib[b]             | 2:16    |  |
| 2.             | "Nonstop"                         | Graham · Brytavious Chambers · Wilson | Tay Keith · No I.D.[a] · Noel Cadastre[b] | 3:58    |  |
| 3.             | "Elevate"                         | Graham · Gary Fountaine · Jahron Brathwaite | Nonstop da Hitman · PartyNextDoor[a]      | 3:04    |  |
| 4.             | "Emotionless"                     | Graham · Mariah Carey · Robert Clivillés · David Cole · Wilson · Shebib · Andrew Gowie                                                                                          | No I.D. · 40[a] · The 25th Hour[b]        | 5:02    |  |
| 5.             | "God's Plan"                      | Graham · Ronald LaTour · Daveon Jackson · Matthew Samuels · Shebib · Brock Korsan                                                                                               | Cardo · Yung Exclusive · Boi-1da          | 3:19    |  |
| 6.             | "I'm Upset"                       | Graham · Jordan Ortiz | Oogie Mane                                | 3:34    |  |
| 7.             | "8 Out of 10"                     | Graham · Samuels · Jahaan Sweet · Matthew O'Brien · Abrim Tilmon · Leon Ware · Arthur Ross                                                                                      | Boi-1da · Sweet · OB[b]                   | 3:15    |  |
| 8.             | "Mob Ties"                        | Graham · Samuels · Allen Ritter · Tavor Hollins, Jr. · Dave Atkinson · Samuel Barnes · Anthony Cruz · Nasir Jones · Inga Marchand · Cory McKay · Jean-Claude Olivier            | Boi-1da · Ritter                          | 3:25    |  |
| 9.             | "Can't Take a Joke"               | Graham · Max Eberhardt | ModMaxx · Cadastre[b]                     | 2:43    |  |
| 10.            | "Sandra's Rose"                   | Graham · Maneesh Bidaye · Christopher Martin | DJ Premier · Maneesh[b]                   | 3:36    |  |
| 11.            | "Talk Up" (participação de Jay-Z) | Graham · Shawn Carter · Paul Beauregard · Leroy Bonner · O'Shea Jackson · Marshall Jones · Ralph Middlebrooks · Walter Morisson · Andrew Noland · Gregory Webster · Andre Young | DJ Paul                                   | 3:15    |  |
| 12.            | "Is There More"                   | Graham · Joseph W. Lane, Jr. · Raynford Humphrey · Stephen Garrett · Timothy Mosley                                                                                             | Wallis Lane · Preme                       | 3:46    |  |
| Duração total: | Duração total:                    | Duração total: | Duração total:                            | 41:12   |  |

| Lado B         |                                                             | |                                                        |         |  |
| N.º            | Título                                                      | Compositor(es) | Produtor(es)                                           | Duração |  |
| 1.             | "Peak"                                                      | Graham Shebib | 40                                                     | 3:26    |  |
| 2.             | "Summer Games"                                              | Graham Shebib Wilson Harley Arsenault Paul Jefferies Bidaye | 40 No I.D.                                             | 4:07    |  |
| 3.             | "Jaded"                                                     | Graham Cadastre | Cadastre                                               | 4:22    |  |
| 4.             | "Nice for What"                                             | Graham Shane Lindstrom Alan Bergman Marilyn Bergman Dennis Coles Robert Diggs Gary Grice Marvin Hamlisch Lamont Hawkins Lauryn Hill Jason Hunter Russell Jones Clifford Smith Corey Woods Orville Hall Phillip Price | Murda Beatz Blaqnmild [a] 40 [b] Corey Litwin [b]      | 3:30    |  |
| 5.             | "Finesse"                                                   | Graham Cadastre James Fauntleroy | Cadastre                                               | 3:02    |  |
| 6.             | "Ratchet Happy Birthday"                                    | Graham Brathwaite Samuels Dalton Tennant Sweet Leonard Caston Anita Poree | Boi-1da Sweet [a] D10 [a]                              | 3:27    |  |
| 7.             | "That's How You Feel"                                       | Graham Onika Maraj Cadastre | Cadastre                                               | 2:37    |  |
| 8.             | "Blue Tint"                                                 | Graham Nayvadius Wilburn Demario Priester Ramon Ibanga, Jr. | Supah Mario Illmind [b] Taz Taylor [c] JR Hitmaker [c] | 2:42    |  |
| 9.             | "In My Feelings"                                            | Graham Benny Workman Darius Harrison Garret James Scheffer Rex Zamor Dwayne Carter Renetta Lowe-Bridgewater Hall Price                                                                                               | TrapMoneyBenny Blaqnmild 40 [b]                        | 3:37    |  |
| 10.            | "Don't Matter to Me" (participação de Michael Jackson)      | Graham Michael Jackson Paul Anka Shebib Jefferies Nana Rogues Negin Djafari | 40 Nineteen85                                          | 4:05    |  |
| 11.            | "After Dark" (participação de Static Major e Ty Dolla Sign) | Graham Garrett Tyrone Griffin, Jr. Shebib Musze Melvin Ragin | Static Major 40                                        | 4:49    |  |
| 12.            | "Final Fantasy"                                             | Graham Samuels Shebib Adrian Eccleston Darrel Freeman Sweet Michel Legrand A. Bergman M. Bergman | Boi-1da 40 Sweet                                       | 3:39    |  |
| 13.            | "March 14"                                                  | Graham Tyler Williams Josh Valle Michael Archer Raphael Saadiq Nathan Morris Shawn Stockman | T-Minus Valle [a]                                      | 5:09    |  |
| Duração total: | Duração total:                                              | Duração total: | Duração total:                                         | 48:32   |  |

Notas
- ↑[a]  significa um co-produtor
- ↑[b]  significa um produtor adicional
- ↑[c]  significa um produtor adicional não creditado[41]
- "Emotionless" apresenta vocais de Mariah Carey
- "Elevate" apresenta vocais não creditados de French Montana[42]
- "Mob Ties" apresenta vocais de apoio de Asheley Turner
- "Is There More" apresenta vocais adicionais de Nai Palm
- "Peak" possui vozes de fundo de Stefflon Don, Rhea Kpaka e Vinessa Douglas
- "Jaded" apresenta vocais de apoio de Ty Dolla Sign
- "Finesse" apresenta vocais de apoio de James Fauntleroy
- "Nice for What" apresenta vocais adicionais de Big Freedia e 5thward Weebie
- "Ratchet Happy Birthday" apresenta vocais de apoio de PartyNextDoor
- "That's How You Feel" apresenta vocais adicionais de Nicki Minaj e vocais de apoio de DJ Boof
- "Blue Tint" apresenta vocais não-creditados de Future[43]
- "In My Feelings" apresenta vocais não-creditados de City Girls[43]
- "Don't Matter to Me" apresenta vocais adicionais de Paul Anka
- "After Dark" apresenta vocais adicionais de Al Wood
- "March 14" apresenta vocais adicionais de James Fauntleroy

## Equipe e colaboradores
Créditos adaptados através do Tidal.
Músicos
- Noah Shebib – teclado adicional (faixa 4)
- Adrian "X" Eccelston – guitarra (faixas 13, 22, 23)
- Harley Arsenault – programação (faixa 14)
- Maneesh Bidaye – teclado adicional (faixa 14)
- Paul Jefferies – teclado adicional (faixa 14)
- Darrel Freeman – baixo (faixas 18, 22, 23)

Pessoal técnico
- Noel "Gadget" Campbell – mixagem (faixas 1–4, 7–11, 17–24)
- Harley Arsenault – assistência em mixagem (faixas 1–4, 7–10, 12–14, 17–24), assistência em gravação (faixas 1, 4, 7, 8, 10, 17, 18, 20–23), gravação (faixa 11)
- Greg Moffet – assistência em mixagem (faixas 1–4, 7–10, 12–14, 17–24), assistência em gravação (faixas 1, 2, 4, 7–10, 17, 18, 20–23), gravação (faixa 11)
- Ronald Moonoo – assistência em mixagem (faixas 1–4, 7–11, 17–24)
- Noah Shebib – gravação (faixas 1–4, 7–15, 17–24)
- Noel Cadastre – gravação (faixas 2–4, 7–9, 11, 14, 15, 17, 19, 20, 23, 24)
- Quaz – assistência em gravação (faixas 8, 15, 19, 20, 23)
- Robbie Meza – assistência em gravação (faixas 8, 15, 19, 20, 23)
- PartyNextDoor – engenharia de vocal (faixa 18)
- Eric Manco – engenharia de vocal (faixa 20)

## Desempenho nas tabelas musicais
| Tabela musical (2018)                 | Melhor posição |
| ------------------------------------- | -------------- |
| Alemanha (Offizielle Deutsche Charts) | 8              |
| Austrália (ARIA)                      | 1              |
| Áustria (Ö3 Austria Top 40)           | 4              |
| Bélgica (Ultratop Valônia)            | 3              |
| Bélgica (Ultratop Flandres)           | 2              |
| Canadá (Albums Chart)                 | 1              |
| Dinamarca (Hitlisten)                 | 1              |
| Escócia (Official Scottish Albums)    | 2              |
| Espanha (PROMUSICAE)                  | 40             |
| Estados Unidos (Billboard 200)        | 1              |
| Estados Unidos (R&B/Hip-Hop Albums)   | 1              |
| Finlândia (Suomen virallinen lista)   | 1              |
| França (SNEP)                         | 3              |
| Irlanda (IRMA)                        | 1              |
| Itália (FIMI)                         | 2              |
| Noruega (VG-lista)                    | 1              |
| Nova Zelândia (RMNZ)                  | 1              |
| Países Baixos (Dutch Charts)          | 1              |
| Polónia (ZPAV)                        | 36             |
| Portugal (AFP)                        | 12             |
| Reino Unido (Albums Chart)            | 1              |
| Reino Unido (R&B Albums)              | 1              |
| Suécia (Sverigetopplistan)            | 2              |
| Suíça (Schweizer Hitparade)           | 1              |

## Certificações
| Região (Empresa)      | Certificação | Vendas    |
| --------------------- | ------------ | --------- |
| Estados Unidos (RIAA) | Platina      | 1.000.000 |

## Histórico de lançamento
| Região | Data                | Formato(s)                   | Gravadora                           | Ref.   |
| ------ | ------------------- | ---------------------------- | ----------------------------------- | ------ |
| Vários | 29 de junho de 2018 | Download digital · streaming | Young Money · Cash Money · Republic | [ 68 ] |
| Vários | 13 de julho de 2018 | CD                           | Young Money · Cash Money · Republic | [ 69 ] |